# Черезов, Иван Юрьевич
Ива́н Ю́рьевич Че́резов (род. 18 ноября 1980, Ижевск) — российский биатлонист, трёхкратный чемпион мира и двукратный призёр Олимпийских игр в эстафетных гонках, многократный победитель этапов Кубка мира. Заслуженный мастер спорта России. Один из лидеров мужской сборной России по биатлону с середины 2000-х до начала 2010-х годов. В 2016 году закончил биатлонную карьеру. С ноября 2017 года глава Федерации биатлона Удмуртии. По итогам отчётно-выборной конференции 18 мая 2018 года стал членом Правления СБР.

## Спортивная карьера
До занятий Биатлоном, Иван занимался пожарно-прикладным спортом. Биатлоном начал заниматься в 9 лет (с 1989 года). Первый тренер — Новиков Владимир Игнатьевич. Первую победу в биатлоне одержал в 1995 году в спринте на юношеском первенстве Удмуртии.
На этапах Кубка мира дебютировал 4 декабря 2003 года в финском Контиолахти, заняв 22-е место в спринте. В основном составе сборной с начала сезона 2004/2005. Участник пяти чемпионатов мира (2005, 2007, 2008, 2009, 2011) и двух зимних Олимпийских игр (2006, 2010).
На Олимпийских играх в Турине в 2006 году вместе с Сергеем Чепиковым, Павлом Ростовцевым и Николаем Кругловым выиграл серебряные медали в эстафете. Трёхкратный чемпион мира в эстафете (2005 — смешанной; 2007 и 2008 — классической).
В сезоне 2006/2007 показал абсолютно лучший результат в точности стрельбы — 93,1 % — и лучший на тот момент личный результат в общем зачёте Кубка мира (четвёртое место, лучший из россиян).
С сезона 2005/2006 неизменный участник эстафет на этапах Кубка мира. Один из участников т. н. «золотой четвёрки» (Черезов, Круглов, Ярошенко, Чудов), ни разу в 8 стартах не опускавшейся ниже второго места (сезоны 2006/2007 и 2007/2008).
Черезов имеет 7 личных побед на этапах мирового Кубка по состоянию на 26 марта 2010 года. Выиграв 2 декабря 2007 года гонку преследования на этапе в Контиолахти, Черезов впервые примерил жёлтую майку лидера общего зачёта Кубка мира, но по результатам следующей гонки расстался с нею.
На чемпионате мира 2009 в Корее выиграл единственную личную награду первенств мира — бронзовую медаль в масс-старте, обогнав на последнем круге дистанции лидировавшего до последней стрельбы норвежского биатлониста Уле Айнера Бьёрндалена.
В сезоне 2009/2010 занял третье место в общем зачёте Кубка мира, показав лучший личный результат и лучший результат среди российских спортсменов.
В сезоне 2010/2011 занял 5-е место в общем зачёте Кубка мира (лучший в сборной России).
На летнем чемпионате России 2011 в Уфе сломал левую ногу, из-за чего пропустил практически весь сезон 2011/2012. Первым стартом после травмы стало участие 10 и 11 марта 2012 в финальном этапе Кубка IBU в Альтенберге.

### Сезон 2011/2012
- 08.03.2012 г.Кубок IBU 2012/2013. Альтенберг, Германия. Индивидуальная гонка, 20 км — не участвовал.
- 10.03.2012 г.Кубок IBU 2012/2013. Альтенберг, Германия. Спринт, 10 км — 21 место. Стрельба 1+1. Время 27:32.0 +1:34.7
- 11.03.2012 г.Кубок IBU 2012/2013. Альтенберг, Германия. Гонка преследования, 12,5 км — 5 место. Стрельба 2+0+1+0 . Время 37:48.3 +1:41.7

### Сезон 2012/2013
- 30.11.2012 г. Кубок IBU 2012/2013. Бейтостолен, Норвегия. Индивидуальная гонка, 20 км — 1 место. Стрельба 0+1+0+0 . Время 55:23.9
- 01.12.2012 г. Кубок IBU 2012/2013. Бейтостолен, Норвегия. Спринт, 10 км — 5 место. Стрельба 0+1 . Время 26:34.0 +27.7
- 13.12.2012 г. Кубок мира по биатлону 2012/2013 Поклюка,Словения. Спринт, 10 км — 62 место. Стрельба 0+2 . Время 27:04.7 +2:23.0
- 21.12.2012 г. Ижевская винтовка. Ижевск , Россия. Спринт, 10 км — 11 место. Стрельба — 2 промаха. Время 28:26.0 +1.01,4[3].
- 23.12.2012 г. Ижевская винтовка. Ижевск , Россия. Индивидуальная гонка — 2 место[4].

Кроме Поклюки также принял участие в 7-м этапе Кубка мира в Холменколлене: в спринте занял 31-е место (1+0) с отставанием +1,45 мин; в гонке преследования был только 36-м (0-3-1-1). Таким образом, набрал первые 15 очков на Кубке мира впервые с сезона 2010/2011 года. В общем тотале Кубка мира сезона 2012/2013 года занял 84-е место.
Хорошим стало завершение зимнего сезона для биатлониста. На Чемпионате России в Увате вместе с Е. Гараничевым. М. Максимовым и А. Маковеевым занял 3-е место в эстафете, а затем стал первым в масс-старте на 15 км, пройдя все четыре рубежа без штрафных кругов и опередив других ветеранов сборной М. Чудова и М. Максимова. В мегамасс-старте на Приз Губернатора Тюменской области, где принимала участие вся мужская сборная России, стал также победителем, имея только один штрафной круг. По итогам года стал обладателем Кубка России по биатлону.
В мае решением тренерского штаба сборной России не был включен в список на централизованную подготовку. Позже стал заниматься в группе под руководством советника президента СБР Валерия Польховского вместе с М. Чудовым, М. Максимовым, С. Бочарниковым, а с сентября — и с А. Шипулиным. На Кубке и Чемпионате России по летнему биатлону 2013 г. в Сочи, где принимала участия и основная сборная, показал лучшую скорость. В спринте при 3-х промахах стал 6-м, а через несколько дней выиграл индивидуальную гонку.

### Итоговое положение в зачёте индивидуальных дисциплин
| Сезон     | Инд | Спр | Пр | Мс |
| 2005/2006 | 14  | 15  | 19 | 10 |
| 2006/2007 | 3   | 9   | 3  | 4  |
| 2007/2008 | 12  | 7   | 4  | 13 |
| 2008/2009 | 2   | 6   | 8  | 5  |
| 2009/2010 | 26  | 2   | 3  | 6  |

### Статистика выступлений в Кубке мира
| 2015/2016 Итоги | 2015/2016 Итоги | Эстерсунд | Эстерсунд | Эстерсунд | Эстерсунд | Эстерсунд | Хохфильцен | Хохфильцен | Хохфильцен | Поклюка | Поклюка | Поклюка | Рупольдинг | Рупольдинг | Рупольдинг | Рупольдинг | Рупольдинг | Рупольдинг | Антхольц | Антхольц | Антхольц | Канмор | Канмор | Канмор | Канмор | Преск-Айл | Преск-Айл | Преск-Айл | ЧМ Холменколлен | ЧМ Холменколлен | ЧМ Холменколлен | ЧМ Холменколлен | ЧМ Холменколлен | ЧМ Холменколлен | Ханты-Мансийск | Ханты-Мансийск | Ханты-Мансийск |
| Очков           | Место           | Сусм      | См        | Инд       | Спр       | Пр        | Спр        | Пр         | Эст        | Спр     | Пр      | МС      | Спр        | Пр         | МС         | Инд        | Эст        | МС         | Спр      | Пр       | Эст      | Спр    | МС     | Сусм   | См     | Спр       | Пр        | Эст       | См              | Спр             | Пр              | Инд             | Эст             | МС              | Спр            | Пр             | МС             |
| —               | —               | —         | —         | —         | —         | —         | —          | —          | —          | —       | —       | —       | —          | —          | —          | 57         | —          | —          | —        | —        | —        | —      | —      | —      | —      | —         | —         | —         | —               | —               | —               | —               | —               | —               | —              | —              | —              |

| 2014/2015 Итоги | 2014/2015 Итоги | Эстерсунд | Эстерсунд | Эстерсунд | Эстерсунд | Хохфильцен | Хохфильцен | Хохфильцен | Поклюка | Поклюка | Поклюка | Оберхоф | Оберхоф | Оберхоф | Рупольдинг | Рупольдинг | Рупольдинг | Антхольц | Антхольц | Антхольц | Нове Место | Нове Место | Нове Место | Нове Место | Холменколлен | Холменколлен | Холменколлен | ЧМ Контиолахти | ЧМ Контиолахти | ЧМ Контиолахти | ЧМ Контиолахти | ЧМ Контиолахти | ЧМ Контиолахти | Ханты-Мансийск | Ханты-Мансийск | Ханты-Мансийск |
| Очков           | Место           | См        | Инд       | Спр       | Пр        | Спр        | Эст        | Пр         | Спр     | Пр      | МС      | Эст     | Спр     | МС      | Эст        | Спр        | МС         | Спр      | Пр       | Эст      | Сусм       | См         | Спр        | Пр         | Инд          | Спр          | Эст          | См             | Спр            | Пр             | Инд            | Эст            | МС             | Спр            | Пр             | МС             |
| —               | —               | —         | 76        | —         | —         | —          | —          | —          | —       | —       | —       | —       | —       | —       | —          | —          | —          | —        | —        | —        | —          | —          | —          | —          | —            | —            | —            | —              | —              | —              | —              | —              | —              | —              | —              | —              |

| 2013/2014 Итоги | 2013/2014 Итоги | Эстерсунд | Эстерсунд | Эстерсунд | Эстерсунд | Хохфильцен | Хохфильцен | Хохфильцен | Анси | Анси | Анси | Оберхоф | Оберхоф | Оберхоф | Рупольдинг | Рупольдинг | Рупольдинг | Антхольц | Антхольц | Антхольц | Зимние Олимпийские Игры | Зимние Олимпийские Игры | Зимние Олимпийские Игры | Зимние Олимпийские Игры | Зимние Олимпийские Игры | Зимние Олимпийские Игры | Поклюка | Поклюка | Поклюка | Контиолахти | Контиолахти | Контиолахти | Холменколлен | Холменколлен | Холменколлен |
| Очков           | Место           | См        | Инд       | Спр       | Пр        | Спр        | Эст        | Пр         | Эст  | Спр  | Пр   | Спр     | Пр      | МС      | Эст        | Инд        | Пр         | Спр      | Пр       | Эст      | См                      | Спр                     | Пр                      | Инд                     | Эст                     | МС                      | Спр     | Пр      | МС      | Спр         | Спр         | Пр          | Спр          | Пр           | МС           |
| 42              | 68              | —         | 28        | 25        | —         | —          | —          | —          | 1    | 48   | 28   | —       | —       | —       | —          | —          | —          | —        | —        | 8        | —                       | —                       | —                       | —                       | —                       | —                       | —       | —       | —       | —           | —           | —           | —            | —            | —            |

| 2012/2013 Итоги | 2012/2013 Итоги | Эстерсунд | Эстерсунд | Эстерсунд | Эстерсунд | Хохфильцен | Хохфильцен | Хохфильцен | Поклюка | Поклюка | Поклюка | Оберхоф | Оберхоф | Оберхоф | Рупольдинг | Рупольдинг | Рупольдинг | Антхольц | Антхольц | Антхольц | ЧМ Нове-Место | ЧМ Нове-Место | ЧМ Нове-Место | ЧМ Нове-Место | ЧМ Нове-Место | ЧМ Нове-Место | Холменколлен | Холменколлен | Холменколлен | Сочи | Сочи | Сочи | Ханты-Мансийск | Ханты-Мансийск | Ханты-Мансийск |
| Очков           | Место           | См        | Инд       | Спр       | Пр        | Спр        | Пр         | Эст        | Спр     | Пр      | МС      | Эст     | Спр     | Пр      | Эст        | Спр        | МС         | Спр      | Пр       | Эст      | См            | Спр           | Пр            | Инд           | Эст           | МС            | Спр          | Пр           | МС           | Инд  | Спр  | Эст  | Спр            | Пр             | МС             |
| 15              | 85              | —         | —         | —         | —         | —          | —          | —          | 62      | —       | —       | —       | —       | —       | —          | —          | —          | —        | —        | —        | —             | —             | —             | —             | —             | —             | 31           | 36           | —            | —    | —    | —    | —              | —              | —              |

| 2010/2011 Итоги | 2010/2011 Итоги | Эстерсунд | Эстерсунд | Эстерсунд | Хохфильцен | Хохфильцен | Хохфильцен | Поклюка | Поклюка | Поклюка | Оберхоф | Оберхоф | Оберхоф | Рупольдинг | Рупольдинг | Рупольдинг | Антхольц | Антхольц | Антхольц | Преск-Айл | Преск-Айл | Преск-Айл | Форт-Кент | Форт-Кент | Форт-Кент | ЧМ Ханты-Мансийск | ЧМ Ханты-Мансийск | ЧМ Ханты-Мансийск | ЧМ Ханты-Мансийск | ЧМ Ханты-Мансийск | ЧМ Ханты-Мансийск | Холменколлен | Холменколлен | Холменколлен |
| Очков           | Место           | Инд       | Спр       | Пр        | Спр        | Пр         | Эст        | Инд     | Спр     | См      | Эст     | Спр     | МС      | Инд        | Спр        | Пр         | Спр      | МС       | Эст      | Спр       | См        | Пр        | Спр       | Пр        | МС        | См                | Спр               | Пр                | Инд               | Эст               | МС                | Спр          | Пр           | МС           |
| 711             | 5               | —         | 61        | —         | 8          | 3          | 13         | 37      | 38      | —       | 14      | 4       | 3       | 10         | 3          | 5          | 9        | 12       | —        | 3         | 3         | 2         | 7         | 8         | —         | 6                 | 19                | 18                | 22                | 2                 | 5                 | 19           | 11           | 18           |

| 2009/2010 Итоги | 2009/2010 Итоги | Эстерсунд | Эстерсунд | Эстерсунд | Хохфильцен | Хохфильцен | Хохфильцен | Поклюка | Поклюка | Поклюка | Оберхоф | Оберхоф | Оберхоф | Рупольдинг | Рупольдинг | Рупольдинг | Антхольц | Антхольц | Антхольц | ОИ Ванкувер | ОИ Ванкувер | ОИ Ванкувер | ОИ Ванкувер | ОИ Ванкувер | Контиолахти | Контиолахти | Контиолахти | Холменколлен | Холменколлен | Холменколлен | Ханты-Мансийск | Ханты-Мансийск | Ханты-Мансийск |
| Очков           | Место           | Инд       | Спр       | Эст       | Спр        | Пр         | Эст        | Инд     | Спр     | Пр      | Эст     | Спр     | МС      | Спр        | МС         | Эст        | Инд      | Спр      | Пр       | Спр         | Пр          | Инд         | МС          | Эст         | См          | Спр         | Пр          | Спр          | Пр           | МС           | Спр            | МС             | См             |
| 782             | 3               | 77        | —         | 4         | 25         | 22         | 2          | 15      | 1       | 8       | 5       | 8       | 17      | 7          | 17         | 1          | —        | 17       | 12       | 10          | 6           | 15          | 6           | 3           | 5           | 1           | 5           | 18           | 3            | 1            | 1              | 9              | 4              |

| 2008/2009 Итоги | 2008/2009 Итоги | Эстерсунд | Эстерсунд | Эстерсунд | Хохфильцен | Хохфильцен | Хохфильцен | Хохфильцен | Хохфильцен | Хохфильцен | Оберхоф | Оберхоф | Оберхоф | Рупольдинг | Рупольдинг | Рупольдинг | Антхольц | Антхольц | Антхольц | ЧМ Пхёнчхан | ЧМ Пхёнчхан | ЧМ Пхёнчхан | ЧМ Пхёнчхан | ЧМ Пхёнчхан | ЧМ Пхёнчхан | Уистлер | Уистлер | Уистлер | Тронхейм | Тронхейм | Тронхейм | Ханты-Мансийск | Ханты-Мансийск | Ханты-Мансийск |
| Очков           | Место           | Инд       | Спр       | Пр        | Спр        | Пр         | Эст        | Инд        | Спр        | Эст        | Эст     | Спр     | МС      | Эст        | Спр        | Пр         | Спр      | Пр       | МС       | Спр         | Пр          | Инд         | См          | МС          | Эст         | Инд     | Спр     | Эст     | Спр      | Пр       | МС       | Спр            | Пр             | МС             |
| 730             | 7               | 11        | 8         | 18        | 2          | 39         | 1          | 9          | 2          | DSQ        | —       | —       | —       | DSQ        | 18         | 5          | 16       | 8        | 3        | 38          | 26          | 7           | 5           | 3           | 6           | 19      | 8       | 7       | 6        | 12       | 4        | 26             | 22             | 10             |

| 2007/2008 Итоги | 2007/2008 Итоги | Контиолахти | Контиолахти | Контиолахти | Хохфильцен | Хохфильцен | Хохфильцен | Поклюка | Поклюка | Поклюка | Оберхоф | Оберхоф | Оберхоф | Рупольдинг | Рупольдинг | Рупольдинг | Антхольц | Антхольц | Антхольц | ЧМ Эстерсунд | ЧМ Эстерсунд | ЧМ Эстерсунд | ЧМ Эстерсунд | ЧМ Эстерсунд | ЧМ Эстерсунд | Пхёнчхан | Пхёнчхан | Пхёнчхан | Ханты-Мансийск | Ханты-Мансийск | Ханты-Мансийск | Холменколлен | Холменколлен | Холменколлен |
| Очков           | Место           | Инд         | Спр         | Пр          | Спр        | Пр         | Эст        | Инд     | Спр     | Эст     | Эст     | Спр     | МС      | Эст        | Спр        | Пр         | Спр      | Пр       | МС       | Спр          | Пр           | См           | Инд          | МС           | Эст          | Спр      | Пр       | См       | Спр            | Пр             | МС             | Спр          | Пр           | МС           |
| 573             | 5               | =14         | 6           | 1           | 5          | 13         | 2          | 17      | DNS     | —       | 2       | 41      | —       | 2          | 19         | 12         | 8        | 8        | 19       | 4            | 8            | —            | 18           | 8            | 1            | 35       | 18       | —        | 32             | 14             | 4              | 4            | 1            | 13           |

| 2006/2007 Итоги | 2006/2007 Итоги | Эстерсунд | Эстерсунд | Эстерсунд | Хохфильцен | Хохфильцен | Хохфильцен | Хохфильцен | Хохфильцен | Хохфильцен | Оберхоф | Оберхоф | Оберхоф | Рупольдинг | Рупольдинг | Рупольдинг | Поклюка | Поклюка | Поклюка | ЧМ Антхольц | ЧМ Антхольц | ЧМ Антхольц | ЧМ Антхольц | ЧМ Антхольц | ЧМ Антхольц | Лахти | Лахти | Лахти | Холменколлен | Холменколлен | Холменколлен | Ханты-Мансийск | Ханты-Мансийск | Ханты-Мансийск |
| Очков           | Место           | Инд       | Спр       | Пр        | Спр        | Пр         | Эст        | Спр        | Спр        | Эст        | Эст     | Спр     | Пр      | Эст        | Спр        | МС         | Спр     | Пр      | МС      | Спр         | Пр          | Инд         | См          | Эст         | МС          | Инд   | Спр   | Пр    | Инд          | Пр           | МС           | Спр            | Пр             | МС             |
| 673             | 4               | 6         | 7         | 14        | 5          | 3          | 1          | 36         | 8          | 2          | 1       | 4       | 12      | 2          | 6          | 4          | 23      | 13      | 27      | 22          | 9           | 6           | —           | 1           | 16          | 24    | 17    | 5     | 5            | 4            | 4            | 42             | 52             | 1              |

| 2005/2006 Итоги | 2005/2006 Итоги | Эстерсунд | Эстерсунд | Эстерсунд | Хохфильцен | Хохфильцен | Хохфильцен | Осрблье | Осрблье | Осрблье | Оберхоф | Оберхоф | Оберхоф | Рупольдинг | Рупольдинг | Рупольдинг | Антхольц | Антхольц | Антхольц | ОИ Турин | ОИ Турин | ОИ Турин | ОИ Турин | ОИ Турин | Поклюка | Поклюка | Поклюка | Контиолахти | Контиолахти | Контиолахти | Холменколлен | Холменколлен | Холменколлен |
| Очков           | Место           | Спр       | Пр        | Эст       | Инд        | Спр        | Эст        | Инд     | Спр     | Пр      | Эст     | Спр     | МС      | Эст        | Спр        | Пр         | Спр      | Пр       | МС       | Инд      | Спр      | Пр       | Эст      | МС       | Спр     | Пр      | См      | Спр         | Пр          | МС          | Спр          | Пр           | МС           |
| 408             | 15              | 10        | 3         | 2         | 40         | —          | 2          | 18      | 22      | 46      | 2       | 7       | 10      | 5          | 6          | 10         | —        | —        | 5        | 8        | 5        | 15       | 2        | —        | 64      | —       | 16      | 11          | 22          | 18          | 38           | 24           | 10           |

| 2004/2005 Итоги | 2004/2005 Итоги | Бейтостолен | Бейтостолен | Бейтостолен | Холменколлен | Холменколлен | Холменколлен | Эстерсунд | Эстерсунд | Эстерсунд | Оберхоф | Оберхоф | Оберхоф | Рупольдинг | Рупольдинг | Рупольдинг | Антхольц | Антхольц | Антхольц | Чезана Сан-Сикарио | Чезана Сан-Сикарио | Чезана Сан-Сикарио | Поклюка | Поклюка | Поклюка | ЧМ Хохфильцен | ЧМ Хохфильцен | ЧМ Хохфильцен | ЧМ Хохфильцен | ЧМ Хохфильцен | Ханты-Мансийск | Ханты-Мансийск | Ханты-Мансийск | Ханты-Мансийск |
| Очков           | Место           | Спр         | Пр          | Эст         | Инд          | Спр          | Пр           | Спр       | Пр        | МС        | Эст     | Спр     | Пр      | Эст        | Спр        | Пр         | Инд      | Спр      | Пр       | Инд                | Спр                | Эст                | Спр     | Пр      | МС      | Спр           | Пр            | Инд           | Эст           | МС            | Спр            | Пр             | МС             | См             |
| 284             | 18              | 50          | 36          | —           | 4            | 21           | 46           | 31        | 19        | 3         | 3       | 60      | 35      | —          | 38         | 21         | —        | —        | —        | 4                  | 20                 | 2                  | 48      | 16      | 6       | —             | —             | 59            | —             | 26            | 6              | 19             | 14             | 1              |

| 2003/2004 Итоги | 2003/2004 Итоги | Контиолахти | Контиолахти | Контиолахти | Хохфильцен | Хохфильцен | Хохфильцен | Осрблье | Осрблье | Осрблье | Поклюка | Поклюка | Поклюка | Рупольдинг | Рупольдинг | Рупольдинг | Антхольц | Антхольц | Антхольц | ЧМ Оберхоф | ЧМ Оберхоф | ЧМ Оберхоф | ЧМ Оберхоф | ЧМ Оберхоф | Лэйк-Плэсид | Лэйк-Плэсид | Форт-Кент | Форт-Кент | Форт-Кент | Холменколлен | Холменколлен | Холменколлен |
| Очков           | Место           | Спр         | Эст         | Пр          | Спр        | Эст        | Пр         | Инд     | Спр     | Пр      | Спр     | Пр      | МС      | Эст        | Спр        | Пр         | Инд      | Спр      | МС       | Спр        | Пр         | Инд        | Эст        | МС         | Спр         | Пр          | Спр       | Пр        | МС        | Спр          | Пр           | МС           |
| 20              | 65              | 22          | —           | 20          | 67         | —          | —          | —       | —       | —       | —       | —       | —       | —          | —          | —          | —        | —        | —        | —          | —          | —          | —          | —          | —           | —           | —         | —         | —         | —            | —            | —            |

## Политическая карьера
Избран депутатом Государственного Совета Удмуртской Республики от партии «Единая Россия» на довыборах 13 сентября 2020 года.
15 декабря 2020 года избран председателем вновь созданной постоянной комиссии Государственного Совета Удмуртской Республики по физической культуре, спорту и молодежной политике.

## Личная информация
Личный тренер — Чурин Виктор Анатольевич.
Жена Ирина. Сыновья Александр (р. 15 сентября 2007 года), Даниил (р. 6 сентября 2011 года), Михаил (р. 31 августа 2016 года).

## Награды и звания
- Медаль ордена «За заслуги перед Отечеством» I степени (5 марта 2010 года) — за большой вклад в развитие физической культуры и спорта, высокие спортивные достижения на Играх XXI Олимпиады 2010 года в Ванкувере[8]
- Медаль ордена «За заслуги перед Отечеством» II степени (22 февраля 2007 года) — за большой вклад в развитие физической культуры и спорта, высокие спортивные достижения.[9]
- Медаль Министерства обороны Российской Федерации «За укрепление боевого содружества»[10]
- Заслуженный мастер спорта России